# Union fédérale des syndicats de l'État
L’Union fédérale des syndicats de l'État CGT (UFSE-CGT), anciennement dénommée Union générale des fédérations de fonctionnaires CGT (UGFF-CGT) est une organisation de la Confédération générale du travail (CGT). Elle couvre le champ de la fonction publique d’État en France. Elle est affiliée à la FSESP au niveau européen, et à l'Internationale des services publics au niveau mondial.
L'union générale des fédérations de fonctionnaires est créée en mars 1946. Elle succède à la « Fédération générale des fédérations de fonctionnaires » (FGF) née en 1919. Cette Fédération générale des fédérations de fonctionnaires résultait elle-même de la « Fédération nationale des associations professionnelles de l'État, des départements et des communes », créée le 1er décembre 1909.
Depuis mars 2017, lors de son 27e congrès, l'UGFF-CGT s'est renommée Union fédérale des syndicats de l'État CGT (UFSE-CGT).

## Champ de syndicalisation et objectifs
L'UFSE-CGT rassemble essentiellement les personnels employés par l’État et ses établissements publics, c’est-à-dire que sont hors de son champ de syndicalisation les personnels de la fonction publique territoriale (communes, EPCI, départements, régions et leurs établissements), des établissements de santé, de La Poste et France Télécom (Orange) et des entreprises publiques.
Les agents de l’État auxquels s'adresse l'UFSE-CGT travaillent dans :
- les ministères : administrations centrales, services déconcentrés ;
- les établissements publics sous tutelle de ces ministères : établissements publics à caractère administratif (EPA), établissements publics industriels et commerciaux (EPIC), établissements publics à caractère scientifique, culturel et professionnel, établissements publics à caractère scientifique et technologique, etc.

Localement, l'UFSE-CGT développe — au sein des unions départementales ou locales de la CGT — des collectifs départementaux ou locaux regroupant les organisations de la fonction publique d’État et de ses composantes. L'UFSE-CGT poursuit ainsi quatre buts :
- répondre localement aux enjeux posés à la fonction publique d’État au niveau local ;
- développer une démarche démocratique avec les syndiqués qui favorise l’intervention des usagers et des citoyens ;
- stimuler les débats et analyses avec les organisations CGT de la fonction publique territoriale, hospitalière, de La Poste et de France Télécom, comme avec l’ensemble de l’“ interprofessionnel ” (secteur public et nationalisé et secteur privé) ;
- amplifier le niveau et l’étendue des actions solidaires sur les thèmes d’intérêt commun.

Par ses analyses et ses propositions, l'UFSE-CGT se donne pour objectif de faire prévaloir dans la société les idéaux de liberté, d'égalité, de fraternité, de solidarité, de justice, de laïcité. Elle se bat pour que ces idéaux se traduisent dans des garanties individuelles et collectives : droit à la formation, à l'emploi et à la protection sociale ; droit de vivre dignement de son travail, dignité et démocratie au travail et dans la collectivité, liberté d'opinion, d'expression et d'action syndicale, droit de grève et d'intervention dans la vie sociale et économique, sur le lieu de travail comme dans la société.
Sur son champ d’activité spécifique, elle vise la défense et l’amélioration du statut des fonctionnaires, ainsi que celles du service public, de la place et du rôle de l’État, de ses administrations et services, au sein de la société française, pensant agir au bénéfice de tous les usagers-citoyens, comme de la collectivité tout entière.

## Composantes de l’UFSE-CGT
L'UFSE-CGT est une structure fédérative qui regroupe des organisations (fédérations ou syndicats nationaux) qui gardent leur pouvoir décisionnel et leurs structures de direction.
- les fédérations :
  - Fédération de l'éducation de la recherche et de la culture CGT (FERC-CGT)
  - Fédération nationale de l'équipement et de l'environnement CGT
  - Fédération des Finances CGT
  - Fédération générale des syndicats de la Police nationale CGT
  - Fédération nationale des travailleurs de l'État CGT (FNTE-CGT)
- les syndicats nationaux :
  - Syndicat national des affaires sanitaires et sociales CGT (d) (SNASS-CGT)

## Aperçus historiques

### Liste des secrétaires généraux de la FGF, de l'UGFF puis de l'UFSE
- 1909 - 1946 : Charles Laurent. (Pierre Neumeyer secrétaire adjoint).
- 1946 - 1948 : Alain Le Léap (fédération des Finances), secrétaire général de la CGT (1948 - 1957)
- 1948 - 1950 : Marcel Ragon (fédération des Finances)[2]
- 1950 - 1956 : Léon Rouzaud (fédération des Finances), adjoint au bureau confédéral de la CGT (1952 - 1953)
- 1956 - 1963 : André Berteloot (fédération des Finances), membre du bureau confédéral de la CGT (1959 - 1978)
- 1963 - 1970 : Roger Loubet (fédération des Finances)
- 1970 - 1978 : René Bidouze (fédération des Finances)
- 1978 - 1992 : Thérèse Hirszberg (Thérèse Gallo-Villa) (fédération de la Culture)
- 1996 - 2004 : Bernard Lhubert (fédération des Finances)
- 2004 - 2021 : Jean-Marc Canon (fédération de la Culture)
- 2021 - en cours : Co secrétariat > Céline Verzeletti (syndicat CGT Pénitentiaire) et Christophe Delecourt (fédération des Finances)